# 17-я горнокавалерийская дивизия
17-я горнокавалерийская дивизия (17 кд) — воинское соединение Вооружённых Сил СССР, принимавшее участие в Великой Отечественной войне.
Боевой период — 25 августа — 17 сентября 1941, 14 ноября 1941 — 27 августа 1942 года.

## История
На основании приказа Кавказской Краснознаменной армии № 189/с от 19 августа 1932 года 2-я отдельная Кавказская кавалерийская бригада имени Закавказского ЦИК развернута в дивизию с переименованием во 2-ю горную Кавказскую кавалерийскую дивизию имени Закавказского ЦИК.
По приказу НКО № 072 от 21 мая 1936 года переименована в 17-ю Кавказскую горную кавалерийскую дивизию имени Закавказского ЦИК.
Сформирована в июле 1936 года на базе частей 2-й Кавказской кавалерийской бригады имени Закавказского ЦИК.

## Состав

### На 1935 г.
- Управление (Тифлис)
- (22) Армянский кавалерийский полк (Вагаршапат)
- (24) Грузинский кавалерийский полк (Тифлис)
- 65 Кавказский кавалерийский полк имени ЦИК Армянской ССР (Ленинакан)
- 2 отдельный Кавказский механизированный дивизион (Тифлис)
- 2 отдельный Кавказский конно-горный артиллерийский дивизион (Ленинакан)
- 2 отдельный Кавказский саперный эскадрон, 2 отдельный Кавказский эскадрон связи (Тифлис)
- 17 отдельный эскадрон химической защиты, 17 взвод ПТР, (Тифлис)
- Директивой НКО от 31.12.39 г. 13-й горный кавалерийский полк переводился из Вагаршапата в Ленинакан.
- К 1940 г. управление дивизии и её полки дислоцировались в Ленинакане.

### На 1940 г.
- Управление
- 13 горный кавалерийский полк
- 91 горный кавалерийский полк
- 128 горный кавалерийский полк
- 22 бронетанковый дивизион
- 6 отдельный конно-горный артиллерийский дивизион, 6 артиллерийский парк, 6 саперный эскадрон, 11 отдельный эскадрон связи.

К 1.11.40 г. имела:
3558 человек личного состава, в том числе — 391 начальствующего, 569 младшего начальствующего, 2598 рядового состава; 4136 лошадей; 66 автомашин, в том числе — 8 легковых, 45 грузовых, 13 специальных; 1 трактор; 2292 винтовки и карабина; 96 ручных пулеметов; 52 станковых пулемета; 6 зенитных пулеметов; 6 малокалиберных пушек, 10 76-мм пушек, 4 122-мм гаубицы; 20 танков Т-26; 16 бронеавтомобилей

### Иранская операция

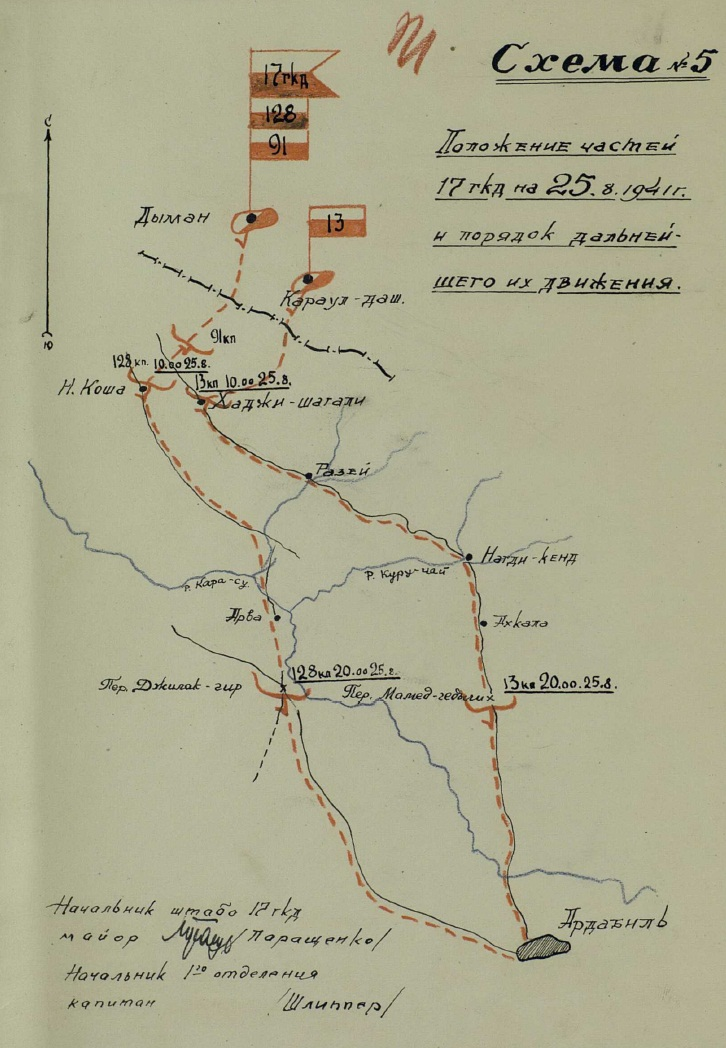
Положение 17 кд на 25.08.1941 и порядок её дальнейшего движения

В начале Великой Отечественной войны 17-я кавалерийская дивизия дислоцировалась в Армянской ССР в г. Ленинакане. Согласно приказу Закавказского военного округа № 006 от 22 июля 1941 года, она переформировывалась в «лёгкую подвижную, манёвроспособную» горнокавалерийскую дивизию.
28 июля дивизии было приказано погрузиться в эшелоны и следовать в район Пришибинского. 3 августа части дивизии прибыли к месту назначения, где она поступила в оперативное подчинение 44-й армии. 13 и 91 кп были сосредоточены в районе Архангеловки и Пушкино, 128 кп — в Ахмедли, тыловые учреждения — в Сплошном. 40 % личного состава дивизии составляли призванные из запаса, большинство из которых были плохо обучены и слабо владели русским языком. В ней имелся недокомплект: в людском составе более 400 человек, в конском — более 200 лошадей.
21 августа дивизии было приказано для «предотвращения неожиданностей со стороны Ирана» к рассвету 24-го числа сосредоточиться на иранской границе в район Перембеля, Аваша и Кюракчи. Для этого дивизии было необходимо совершить 110-километровый марш по горной дороге, что осложнялось наличием десятков больных малярией красноармейцев, нехваткой автотранспорта для подвоза боеприпасов, продовольствия и фуража.
К исходу 24 августа части дивизии сосредоточились в указанном районе: 91 и 128 кп у с. Дыман, 13 кп — в районе Караул-даша. В ночь на 25-е число перед ними поставили задачу в 5.30 утра перейти государственную границу на участке Караван-Сарай — Сейттар и к 10.00 овладеть В. Коша, Хаджи-Шагали, затем захватить перевалы Джалак-Гир, Мамед-Гидыги и к исходу 26 августа занять г. Ардебиль.
25 августа пересекла границу и, вступив на иранскую территорию, двинулась на юг. 25 августа к 20.00 она, не встретив организованного сопротивления иранских войск, выполнила дневную задачу, выйдя к реке Кара-Су. На следующий день дивизия без боя овладела Ардебилем. В ходе дальнейшего наступления 27 августа 128 кп был обстрелян у перевала Сайн-Гядук, который она захватила на следующий день. Одновременно части дивизии после трёхчасового боя овладели перевалом Тилли, а затем и Балыхлы.
В ночь на 29 августа дивизии была поставлена задача занять Мианэ и Зенджан. 31 числа части дивизии вышли к Мианэ, а вечером 2 сентября на юго-восточной окраине г. Зенджан. 3 сентября дивизия была переподчинена 47-й армии, ей приказывалось выйти в район дислокации на рубеж Решт — Рудесар — Ноушехр.
В ходе Иранской операции 17 кд потеряла 1 человека убитым и 6 ранеными.

### На западном направлении
В первой половине ноября дивизия выгрузилась на станции Клин и сосредоточилась в районе Воловники — Воздвиженское — Семчино на участке 30-й армии, но находилась в непосредственном подчинении генштаба. 11 ноября 17 гкд вошла в оперативное подчинение 16-й армии.
13 числа ей было приказано к утру 15 ноября сосредоточить дивизию в районе Глазково — Кушелово — Покровское. В указанный срок она сосредоточилась в указанном районе, совершив 40-километровый ночной марш по бездорожью. Согласно приказу, 17 гкд должна была 16 ноября с 10.00 перейти в наступление в направлении Ошейкино, Бренево и Гаврилово для того, чтобы овладеть рубежом Теребетово — Лотошино. Для этой цели ей придавались две роты танков 58-й танковой дивизии.
16 числа в 9:00 полки дивизии форсировали р. Лама и заняли исходное положение для атаки: 13 кп — у Егорье, 128 кп — у Бородино, 91 кп (во втором эшелоне) — у Глазково. Приданные дивизии танки к началу операции не прибыли. В 10:00 13-й и 128-й полки начали атаку и через час достигли Ошейкино и Новоселки. Соседняя 24-я кавалерийская дивизия не успела сосредоточиться в моменту атаки, таким образом, к началу операции 17 кд оказалась одна.
Ко времени подхода 91 кп к переправе через Ламу у села Егорье он оказался отрезанным от остальных полков появлением пехотного полка противника с танками и был вынужден завязать бой, длившийся 10 часов. В разгар боя на первый эшелон дивизии немцы двинули до 120 танков, поддержанных пехотой, которые начали расстреливать и давить боевые порядки 13-го и 128-го кп, в результате чего тот был вынужден начать отход. В исходное положение смогло выйти всего по 150—200 человек. Разгромив первый эшелон, немцы всеми силами обрушились на 91 кп.
В ходе боя дивизия получила запоздалый приказ об атаке в направлении Сенцово и занятии там обороны. Вечером 17 гкд вышла из боя и сосредоточилась в районе Покровское. К этому времени она потеряла 50 % личного состава, артиллерию, миномёты и пулемёты двух полков. 17 ноября перед дивизией была поставлена другая задача — занять оборону по р. Яуза на участке Воздвиженское — Свистуново — Китенево.
К исходу 18 ноября вышла в заданный район и ввиду больших потерь заняла оборону отдельными опорными пунктами: Воздвиженское, Бортниково, Высоково, Овсянниково. Немцы после ожесточённых атак на всём участке фронта смогли оттеснить 120-й мотострелковый полк на позиции дивизии, которая под натиском противника также начала отходить на второй рубеж обороны к Китенево. Однако поскольку там вскоре возникла угроза окружения, 17 кд в ночь с 19 на 20 ноября вновь отступила, пробившись к утру к Высоковску (до 1940 г. посёлок Высоковский), где ей было приказано выйти в район Васильково, Третьково и Жестоки и занять там оборону.
К исходу 21 ноября части дивизии оказались отрезанными от своих войск. Утром следующего дня дивизия пробилась к Высоковску и заняла оборону на его западной окраине и южной окраине Некрасино (По воспоминаниям местных жителей 21 ноября (Михайлов день), днём, немцы заняли деревни Гончаково, Языково, Сидороково (3-5 км южнее, юго-западнее Некрасино) двигаясь по старой Волоколамской дороге). Часть 128 кп во главе с командиром и комиссаром полка из окружения не вышла. Узнав утром 23 числа, что советские части оставляют Высоковск, дивизия отошла в Клин, где до конца дня обороняла его южную и юго-восточную окраину, пока все советские части не вышли из города. К рассвету 24-го ноября 17 кд вышла в район Соколово и заняла оборону на рубеже Зубово — Меленки. Немцы несколько раз пытались прорваться сквозь позиции дивизии, но были отброшены, в результате чего частью сил стали охватывать её правый фланг. Дивизия, подчинённая в этот момент командиру соседнего курсантского полка, к рассвету 25 ноября отошла на новый оборонительный рубеж Аладьино — Починки — Тараканово, где скоро её части были атакованы противником. Не имея флангового прикрытия, 91 кп не выдержал натиска и отступил к Тараканово.
25-26 ноября дивизия оборонялась на рубеже Костино — Аладьино. Вечером 27 ноября она отошла на новый оборонительный рубеж Шемякино — Назарьино — Елизарово. 28 числа под натиском противника она с боем отошла в направлении Елизарово, где, закрепившись, остановила продвижение немцев. Ночью её сосредоточили в районе Матвейково. 30 ноября она получила приказ следовать к Горкам.
В ночь на 1 декабря в районе Каменки, занятой немцами, командующий 16-й армии приказал 17 кд совместно с курсантским полком выбить их из села. Сильно ослабленная дивизия смогла выдвинуть для решения задачи всего один эскадрон в составе 100 человек. В результате боя выбить немцев не удалось, а из участвовавших в бою кавалеристов в живых осталось всего восемь человек. Вечером дивизия вместе с другими частями армии, совершив обходной манёвр, двинулась дальше.
3 декабря 17 кд вышла в район Тефоново — Базарово, где была выведена в резерв 16-й армии. 5 числа перешла в резерв 1-й ударной армии с сосредоточением в Базарово.
7 декабря дивизия сосредоточилась в районе д. Игнатово.
27 декабря 1-я ударная армия вела наступление на гжатском направлении. В этот день 17 кд вышла к Высоковску.
Летом 1942 года действовала в составе 7-го кавалерийского корпуса, находившегося в непосредственном подчинении командующему Брянского фронта. 27 августа 1942 года была расформирована.

## Полное наименование
17-я горнокавалерийская Кавказская дивизия им. Закавказского ЦИК.

## Состав
- 13-й кавалерийский полк
- 91-й кавалерийский полк
- 128-й кавалерийский полк
- 6-й конно-артиллерийский дивизион
- 22-й бронетанковый дивизион
- 6-й артиллерийский парк
- 6-й сапёрный эскадрон
- 11-й отдельный полуэскадрон связи (11-й отдельный эскадрон связи)
- 17-й отдельный эскадрон химической защиты
- 17-й взвод ПТР
- заградотряд (с 4.6.1942)
- 5-й взвод подвоза горюче-смазочных материалов
- 1-й продовольственный транспорт
- 30-й медико-санитарный эскадрон
- 223-й дивизионный ветеринарный лазарет
- 314-й полевой хлебозавод
- 994-я полевая почтовая станция
- 206-я полевая касса Госбанка

## Подчинение
| Дата       | Фронт             | Армия             | Корпус                   |
| ---------- | ----------------- | ----------------- | ------------------------ |
| 01.11.1941 | Резерв Ставки ВГК | -                 | -                        |
| 01.12.1941 | Западный фронт    | 1-я ударная армия | -                        |
| 01.01.1942 | Западный фронт    | 1-я ударная армия | -                        |
| 01.02.1942 | Западный фронт    | -                 | 9-й кавалерийский корпус |
| 01.03.1942 | Западный фронт    | -                 | 9-й кавалерийский корпус |
| 01.04.1942 | Западный фронт    | -                 | 9-й кавалерийский корпус |
| 01.05.1942 | Брянский фронт    | -                 | 7-й кавалерийский корпус |
| 01.06.1942 | Брянский фронт    | -                 | 7-й кавалерийский корпус |
| 01.07.1942 | Брянский фронт    | -                 | 7-й кавалерийский корпус |

## Командиры
- Книга, Василий Иванович (12.11.1933 — 25.12.1939), комдив;
- Гайдуков, Вениамин Андреевич (25.12.1939 — 27.01.1942), полковник;
- Паращенко, Илья Григорьевич (28.01.1942 — 23.03.1942), майор, подполковник;
- Дудко, Степан Иванович (24.03.1942 — 19.07.1942), полковник;

13 кп: Калинчук Дмитрий Васильевич (1895—1941), майор — ? — 1941.
91 кп: майор Карнаев (Корнаев) Константин Кореевич (Кириллович) (1905—1941), командир 91 гкп (3.4.1941 — 1.121941), тяжело ранен в бою 30.11.1941.
128 кп: Коркуц Евгений Леонидович (1903—2015), подполковник — 1940.